# Jean-Roger Cadet
Jean-Roger Cadet est un réalisateur français.

## Filmographie

### Télévision
- 1966 : La Tour Eiffel qui tue, téléfilm réalisé en collaboration avec Michel de Ré
- 1966 : Louis XI, téléfilm, évocation historique d'Arthur Conte (ORTF)
- 1968 : Plus rien à perdre (adaptation du roman Soupe aux poulets (Killer's Wedge) de Ed McBain), téléfilm
- 1970 : Alice, téléfilm
- 1974 : Gil Blas de Santillane (d'après l'Histoire de Gil Blas de Santillane d'Alain-René Lesage), feuilleton télévisé
- 1980 : La Grossesse de Madame Bracht (d'après le roman de Françoise Poncet), téléfilm
- 1981 : La Route fleurie (d'après le livret de Raymond Vincy), téléfilm
- 1981 : L'Homme de Hambourg (d'après le roman de Gilbert Tanugi), téléfilm
- 1982 : La Double Inconstance (captation de la pièce de Marivaux), mise en scène Jean-Luc Boutté, Comédie-Française
- 1989 : Interdit au public (scénario de Roger Dornès), téléfilm

### Émissions de télévision
- 1966 : Cinq colonnes à la une "Un festival... des festivals - Montauban  Juillet 1965" - Le Festival du Languedoc, émission de Philippe Brottet